# خور موسى

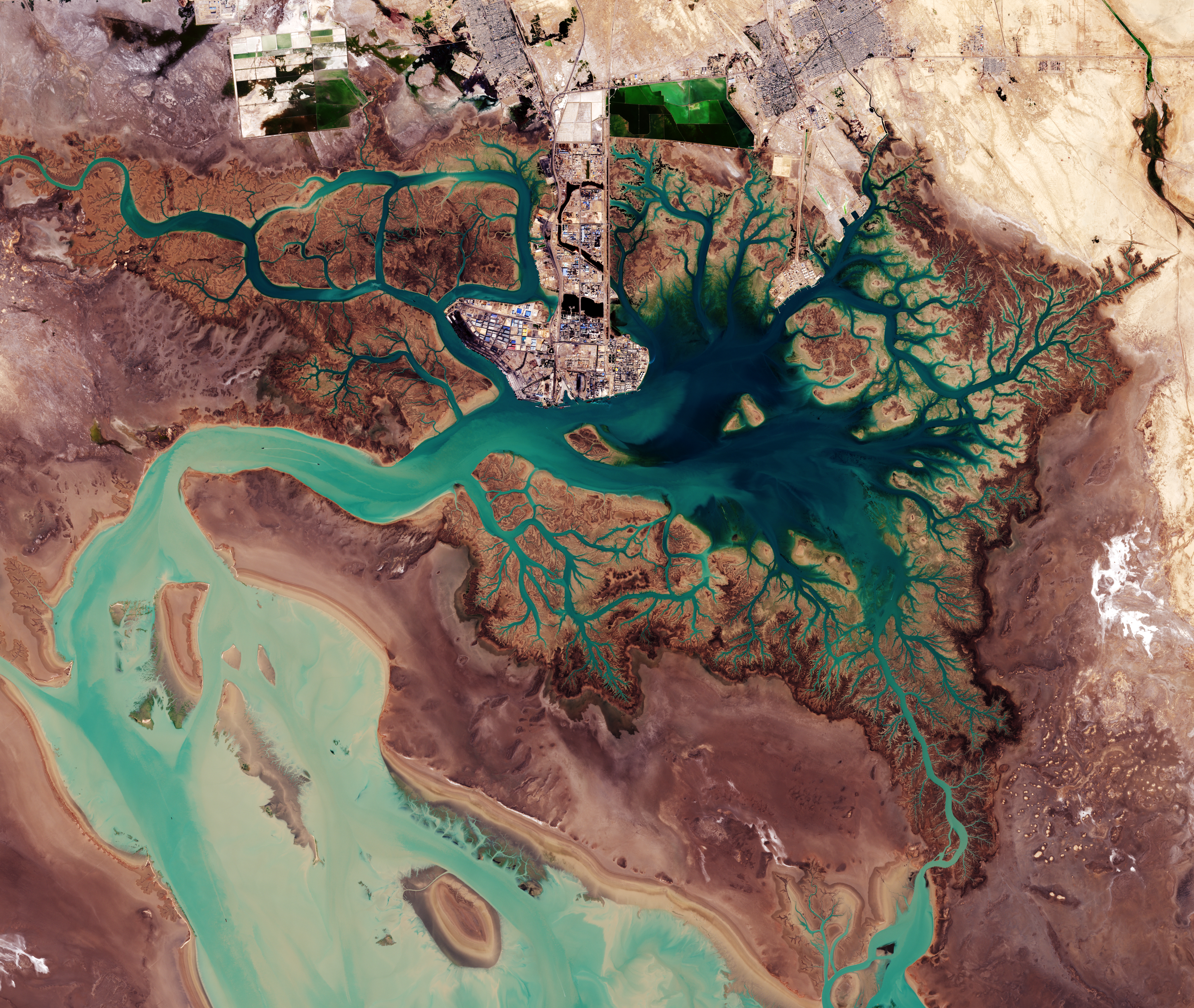
صورة بالقمر الصناعي لخور موسى عام 2017

خور موسى هو خور يقع في شمال الخليج العربي في محافظة خوزستان، و أطلق عليه هذا الاسم نسبة لبحار قديم.

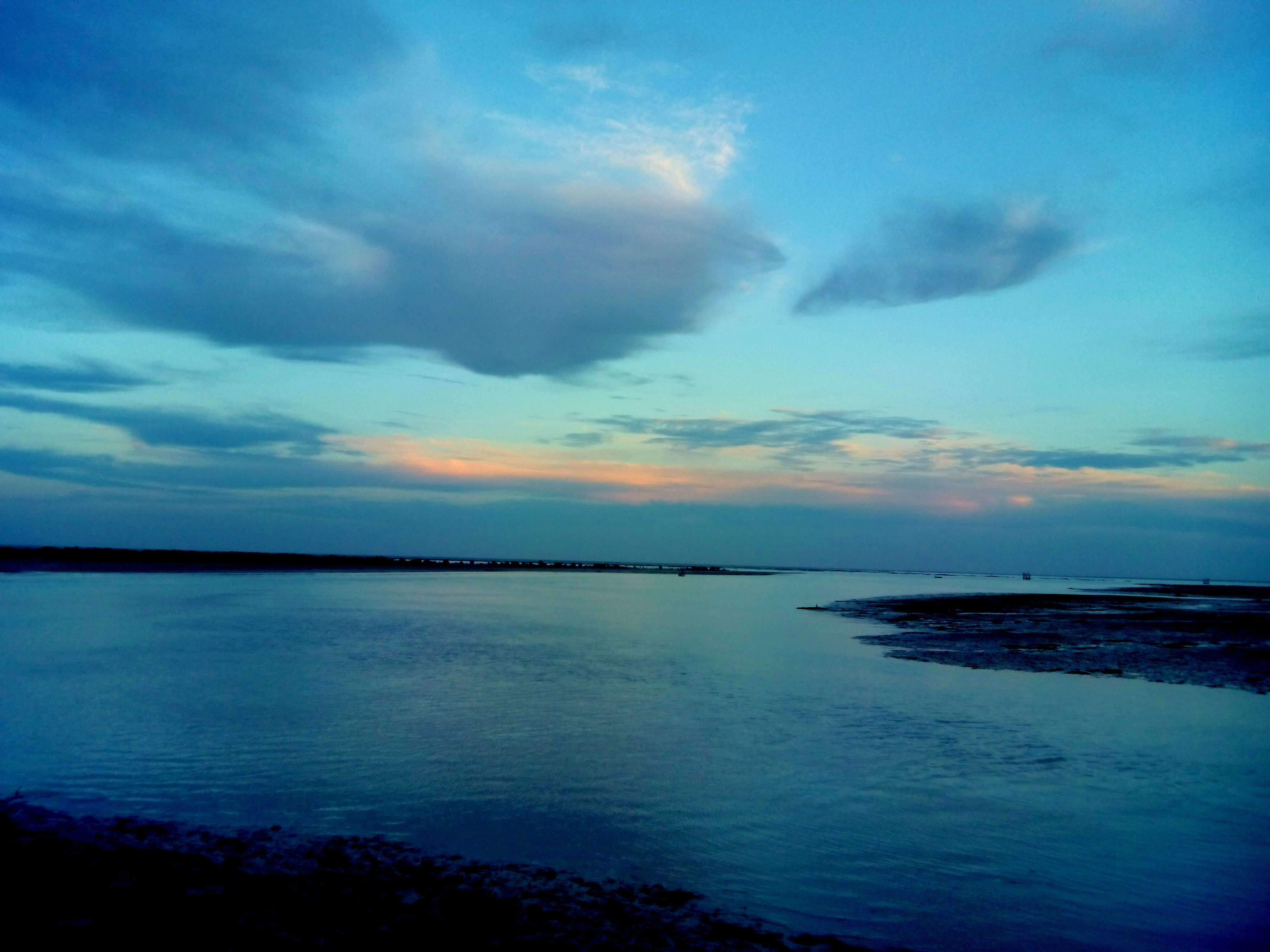
خور موسی

الخور في العربية هو لسان من البحر يكون في البَرّ على شكل خليج صغير ويقال أرسى زورقه في خَوْرٍ صغير.

## الموقع والشكل
يشكل خور موسی فرعاً مثلث الشكل في شمال الخليج العربي. و يقع رأس هذا المثلث شمال الخور وتنطبق قاعدة المثلث بشكل تقريبي مع خط العرض 30 شمالاً .
يتراوح عمق خور موسى من 20 إلى 50 منراً ويصل في بعض النقاط إلى 73 متراً. و هذا العمق يسمح للبواخر التي تزن حتى 70 طناً أن تبحر فيه بسهولة.
يتراوح عرض مدخل الخور من 37 إلى 40 كم ويتراوح طوله بين 90 كم و 120 كم.
يتفرع من خور موسى عدة أخوار صغيرة يقع معظمها في الجانب الشرقي منه وهذه الأخوار من جنوب خور موسى إلى شماله هي خور سلچ، خور ملح، خور قناقه، خور مریموس وخور دورق في أقصى الشمال الغربي.

## جزر خور موسى
تقع جزر بونة ودارا وقبر ناخدا في مدخل الخور، وتوجد العديد من الجزر الصغيرة الغير مسكونة في داخل الخور.

## المناخ
مناخ خور موسى حار جداً في الصيف وتصل درجة الحرارة إلى 50 درجة مئوية أحياناً.
أما في الشتاء فتهبط درجة الحرارة كثيراُ حتى تقترب من الصفر المئوي.
ترتفع الرطوبة معظم أوقات العام وتصل أحياناً إلى 100% في أواخر فصل الصيف.
تهب رياح حارة جداً في الخور معظم أشهر الصيف.
معدل الأمطار السنوي في الخور حوالي 233 مم، توفر هذه الأمطار بالإضافة للرطوبة العالية الفرصة لنمو كثير من النباتات على شواطئ الخور والتي تكون موئلاً للعديد من الحيوانات البرية.

## الاقتصاد
يوجد في خور موسى موانئ مهمة مثل ميناء معشور و الذي يقع شمال خور موسى ويوجد قرب ميناء معشور مجمع الصناعات البتروكيميائية و ميناء الإمام الخميني و الذي يبعد عن معشور خمسة كيلو مترات.
يحترف العديد من سكان الخور صيد السمك.

## السياحة
يعتبر خور غزالة وخور إسماعیلي المتفرعين من خور موسى من أماكن التنزه الجميلة في خور موسى.
كما تعتبر حديقة مجيدية من أماكن التنزه على شاطئ الخور وتحنوي الحديقة على بحيرة جميلة.

## التلوث
يعاني خور موسى من التلوث في الوقت الحاضر بسبب نفايات مصانع البتروكيماويات الموجودة شماله وتسبب هذا التلوث في إختفاء نسبة كبيرة من الأسماك والأحياء البحرية من الخور.